# Coenosia ochroprocta
Coenosia ochroprocta este o specie de muște din genul Coenosia, familia Muscidae. A fost descrisă pentru prima dată de Speiser în anul 1910. Conform Catalogue of Life specia Coenosia ochroprocta nu are subspecii cunoscute.